# Carl Slotboom
Carl Slotboom (Zutphen, 17 januari 1949) is een Nederlands operazanger en toneelschrijver.

## Biografie

### Studietijd
Slotboom studeerde operazang aan het conservatorium van Amsterdam bij de sopraan Corrie Bijster en nam toneellessen aan de toneelschool van de destijds bekende televisieacteur Ben Aerden. Daarna volgde hij twee jaar privé-zanglessen in Lippe Detmold (Duitsland) en zong vervolgens als operettetenor aan het Stadttheater van Sankt Pölten in Oostenrijk. Tegelijkertijd studeerde hij aan het conservatorium van Wenen, bij Kammersängerin Hilde Zadek.
Naast zijn studie operazang volgde hij lessen in de klas voor operette en musical. Tevens volgde hij in Wenen een theateropleiding in de breedste zin van het woord.
Tijdens zijn studie zong hij als gasttenor vele concerten, musical en operette. Als barbier in Der Mann von La Mancha, een productie van het Stadttheater Sankt Pölten, was hij te zien op de Oostenrijkse televisie. Onder regie van de beroemde tenor Kammersänger Waldemar Kmennt zong hij Fenton in Die lustigen Weiber von Windsor en gasteerde hij in de Opera-studio van de Weense Staatsopera als Scaramuccio in Ariadne auf Naxos van Richard Strauss.

### Zangcarrière
Na zijn eindexamen in 1978 zong hij een aantal maanden bij de Hoofdstad Operette in Amsterdam en van 1979 tot 1984 zong hij als eerste tenor in het koor van de Nederlandse Opera. Tijdens zijn werkzaamheden bij de Nederlandse Opera gasteerde hij bij vele amateur operetteverenigingen in Nederland.

### Overige bezigheden
Nadat hij om gezondheidsredenen met zingen moest stoppen, heeft hij 12 jaar als hypnotherapeut gewerkt en specialiseerde zich in de incestproblematiek. Zijn incesttherapie, die de basis vindt in de Speyer-therapie, werd in de jaren tachtig behandeld aan de Hogeschool van Amsterdam. Daarnaast behandelde hij alle problemen waarmee een hypnotherapeut doorgaans geconfronteerd wordt. De praktijk is al jaren gesloten.
Tevens gaf hij cursussen psychologie, parapsychologie en hypnose, lezingen en demonstraties. Daarnaast verdiepte hij zich in de filosofie en religies. Bij de Telefonische Hulpdienst in Amsterdam was hij zes jaar lang een luisterend oor.
In 1984 schreef en regisseerde hij op verzoek en met subsidie van de Stadsdeelraad Amsterdam-Noord een kindermusical. Daarna regisseerde hij operettes en ca. 40 jaar houdt hij zich uitsluitend bezig met het regisseren van toneelgroepen.
Sinds 1994 schrijft hij toneelstukken en hij behoort al jaren tot één der meest gespeelde auteurs in Nederland. Maar ook in Engeland, Duitsland, België, Zwitserland, Oostenrijk, Amerika en Canada worden zijn stukken voor het voetlicht gebracht.
Slotboom is sinds 1973 gehuwd met Anja, die veel denkwerk verricht als er weer een toneelstuk geschreven moet worden en die tevens alle zakelijke belangen in binnen- en buitenland behartigt. Zij hebben een dochter, een schoonzoon en twee kleindochters. Carl en Anja wonen sinds september 2018 in Medemblik.
In januari 2022 verscheen zijn literaire roman 'Bevroren tijd' bij uitgeverij Iskander.
In mei 2023 verscheen bij dezelfde uitgever zijn literaire roman 'Weer net als eerst'.
- Overige boeken van Carl Slotboom:
- 'Hersenspinsels' - korte, humoristische verhalen
- 'Laat ze maar kletsen' - korte, humoristische verhalen
- 'Dweilen met de kraan open' - korte, humoristische verhalen
- 'Druppels in de zee' - literaire roman
- 'Erforene Zeit' - vertaling van de roman 'Bevroren tijd'

### Link
- eigen website

- Library of Congress Control Number: nb99043468
- Virtual International Authority File: 305239906